# Dalton Gates
Dalton Gates este un cătun în Districtul Richmondshire din North Yorkshire, Anglia.